# Xenoblade Chronicles X
Xenoblade Chronicles X, noto in Giappone come XenobladeX (ゼノブレイドクロス?, Zenobureido Kurosu), è un videogioco di ruolo giapponese sviluppato da Monolith Soft per Wii U. Erede spirituale di Xenoblade Chronicles, il gioco è stato pubblicato da Nintendo in Giappone il 29 aprile 2015 e in America del Nord, Europa ed Australasia agli inizi di dicembre 2015.
Il 29 ottobre 2024 è stata annunciata una versione del gioco, con grafica aggiornata e contenuti aggiuntivi, per Nintendo Switch intitolata Xenoblade Chronicles X: Definitive Edition, uscita il 20 marzo 2025

## Trama
Nel 2054 due razze aliene si affrontano in battaglia vicino alla Terra, provocando gravi danni collaterali al pianeta. Mentre l'umanità è costretta ad evacuare su enormi navi spaziali interstellari, la storia si concentra sui passeggeri della Balena Bianca, la nave d'evacuazione americana che precipita sul pianeta Mira, luogo in cui essi fonderanno Neo Los Angeles pur essendo ancora braccati da una delle razze aliene.

## Modalità di gioco
Xenoblade Chronicles X è un videogioco di ruolo open world che pone molta enfasi sull'esplorazione. Gli spostamenti possono essere effettuati a piedi o a bordo di enormi robot umanoidi chiamati "Skell", alti circa quattro volte il personaggio giocabile medio e capaci di volare, navigare sull'acqua e trasformarsi in veicoli come motociclette o carri armati. Tramite essi, il gameplay offre anche combattimenti aerei.
Gli obiettivi del giocatore sono cercare e recuperare le capsule di stasi che sono state espulse dallo scafo della Balena Bianca in varie zone di Mira durante il suo atterraggio d'emergenza sul pianeta. Per identificare i luoghi dove si trovano tali capsule, il giocatore deve espandere il sistema informativo "FrontierNav" installando dei sensori in luoghi chiamati "FrontierNav Spots": in questo modo la rete otterrà informazioni sulle relative aree di Mira ed amplierà man mano la sua portata.
Il sistema di combattimento del gioco funziona in maniera simile a quello del predecessore, sebbene siano riscontrabili alcuni miglioramenti, come nel caso del registro missioni. Il controller Wii U GamePad è invece usato come "terminale dati" per le informazioni raccolte dal giocatore sugli organismi autoctoni, come mappa e come modo per teletrasportarsi nei luoghi precedentemente visitati.

## Sviluppo
(Michihiko Inaba)
Il gioco è stato rivelato col titolo provvisorio X durante il Nintendo Direct di gennaio 2013, per poi essere stato mostrato più tardi anche a giugno dello stesso anno in occasione dell'E3 2013, quando Nintendo pianificò di pubblicarlo nel 2014. Il titolo ufficiale, Xenoblade Chronicles X, è stato poi annunciato all'E3 2014, ma la pubblicazione fu rimandata al 2015. Nonostante la somiglianza del nome, il gioco non è un sequel diretto di Xenoblade Chronicles, bensì solo un "erede spirituale". Il sistema di combattimento, così come il registro missioni e la razza Nopon, sono simili al predecessore, ma è possibile riscontrare similitudini anche con gli altri giochi più vecchi della serie Xeno.
Il gioco è stato diretto dal presidente e cofondatore della Monolith Soft Tetsuya Takahashi, mentre il character design è stato sviluppato da Kunihiko Tanaka (Xenogears) e la colonna sonora è stata composta da Hiroyuki Sawano. Il presidente della Nintendo, Satoru Iwata, ha affermato che il team di sviluppo del gioco si è impegnato a fondo per sfruttare l'esperienza precedente di Xenoblade, in modo da creare un open world a grande scala capace di garantire un tipo di "esplorazione senza interruzioni". Takahashi, invece, ha affermato di voler creare il più grande mondo di gioco su Wii U, tanto che a un certo punto gli sviluppatori hanno seriamente preso in considerazione la possibilità di dividere il videogioco in due dischi a causa delle sue dimensioni. Oltre alla libertà di esplorazione del gioco, al giocatore è stato reso possibile anche personalizzare l'aspetto del proprio personaggio giocante, facendogli scegliere sesso, figura, altezza, pelle, colore, voce e tatuaggi facciali. Alcuni giornalisti hanno supposto che il gioco poteva essere un MMORPG, ma Nintendo non ha mai alluso a niente del genere, aggiungendo soltanto una modalità di cooperazione online fino a quattro persone.
Nel novembre 2014 Monolith Soft ha annunciato che il gioco era entrato ormai nelle ultime fasi di sviluppo, che il morale del team era alto e che il titolo sarebbe stato pubblicato entro la prima metà del 2015 in Giappone e più tardi sempre nel 2015 in Europa e America del Nord. Il team di sviluppo ha anche rivelato che aveva deciso di creare il proprio sito web del gioco senza il permesso di Nintendo, ma che l'approvazione poi fu concessa al momento del suo lancio. Sul sito, il team ha parlato dello sviluppo del gioco ed ha accennato ad alcune sue caratteristiche, come gli "elementi online" di cui poi però non ha rivelato maggiori dettagli. Takahashi ha fatto capire invece implicitamente che il gioco sarebbe stato caratterizzato da una trama fantascientifica 'profonda' e distintiva rispetto a quella 'semplice' fantasy del predecessore, rivelando inoltre di aver chiesto la cooperazione di Tanaka per far risaltare il più possibile la "Xeno-sità" nel design dei personaggi. Il 4 dicembre 2014 Takahashi ha poi scritto su Twitter che dopo quindici anni dalla fondazione di Monolith Soft, si era finalmente sentito come se avesse creato con successo un RPG in cui umani e robot avrebbero potuto coesistere, qualcosa che ha dichiarato essere un suo sogno di vecchia data.

## Accoglienza
| Testata                   | Giudizio   |
| ------------------------- | ---------- |
| Metacritic (media al)     | 84/100     |
| 4Players.de               | 90/100     |
| Destructoid               | 9/10       |
| Edge                      | 7/10       |
| Electronic Gaming Monthly | 7,5/10     |
| Eurogamer                 | Essenziale |
| Famitsū                   | 34/40      |
| Game Informer             | 7,25/10    |
| Game Revolution           | 4,5/5      |
| GameSpot                  | 8/10       |
| GamesRadar+               | 3,5/5      |
| GamesTM                   | 8/10       |
| GameTrailers              | 8,6/10     |
| Hardcore Gamer            | 4/5        |
| IGN                       | 8,2/10     |
| Nintendo Life             | 9/10       |
| Nintendo World Report     | 9,5/10     |
| Polygon                   | 7/10       |
| RPGamer                   | 4,5/5      |
| Shacknews                 | 9/10       |
| VentureBeat               | 90/100     |

L'accoglienza iniziale è stata ampiamente positiva. Dopo il trailer mostrato all'E3 2013, Official Nintendo Magazine ha elogiato fortemente il gioco per le sue visuali e per il suo mondo aperto. Nell'aprile 2014 Eurogamer gli ha invece dedicato uno dei suoi articoli sui giochi "più attesi", affermando che pure i non appassionati di J-RPG avrebbero potuto trovarlo piacevole grazie alla sua unione di "azione, strategia e narrazione in un delizioso miscuglio stravagante di grande attrattiva". Nel gennaio 2015 GameTrailers ha piazzato il titolo al nono posto nella classifica dei giochi più attesi del 2015, non vedendo l'ora sia di provare a volare nel cielo con i Dolls che di esplorare lo "sconfinato" mondo del gioco.
Al momento della sua uscita in Occidente, Xenoblade Chronicles X ha riscosso un un'accoglienza "generalmente favorevole" secondo l'aggregatore di recensioni Metacritic. Nintendo Life ha elogiato il sistema di combattimento del gioco, le vaste dimensioni del mondo e la grafica, ma ha criticato l'occasionale picco di difficoltà e alcune quest. IGN ha affermato che "Xenoblade Chronicles X è un enorme gioco di ruolo con una superficie sufficiente, missioni secondarie e personalizzazioni per tenerti occupato". Tuttavia, il gioco è stato criticato da IGN per la sua narrazione che "fa sembrare blandi i momenti importanti, con un basso valore di produzione che priva le scene emotive di qualsiasi peso drammatico". Nintendo World Report ha asserito che è un gioco "necessario per chiunque abbia la minima inclinazione verso i giochi di ruolo, e se hai bisogno di acquistare la console, fallo" in quanto è "una parte essenziale della biblioteca di Wii U."
Destructoid ha dichiarato che "sembra un mondo MMO in cui vivo da diverse settimane" anche se il "tema più cupo non è così affascinante come l'originale Xenoblade, ma tutto il resto compensa." GameSpot ha dichiarato che, di "tutti i giochi open world in uscita quest'anno, Xenoblade Chronicles X potrebbe essere il più formidabile" in quanto "gioco davvero enorme, sia per dimensioni che per portata", lodandone i paesaggi, il design delle creature, gli oggetti sbloccabili e missioni, il combattimento, la progressione e personalizzazione del personaggio, ma criticando la colonna sonora incoerente e la storia deludente. Eurogamer ha affermato che è "il gioco di ruolo giapponese nella sua forma più ambiziosa e determinata".
Al lancio, il videogioco ha venduto più di 85 000 copie in Giappone. In seguito alla pubblicazione, quattro recensori di Famitsū gli hanno assegnato rispettivamente un punteggio pari a 9, 9, 8 e 8, per un totale di 34/40. Il Dengeki Online di ASCII Media Works ha invece pubblicato una recensione positiva, in cui ha definito Xenoblade Chronicles X un capolavoro. In aggiunta alle copie fisiche, a maggio 2015 il gioco ha venduto anche quasi 23 000 copie digitali, diventando così il titolo più scaricato del mese.